# Fort Rolland

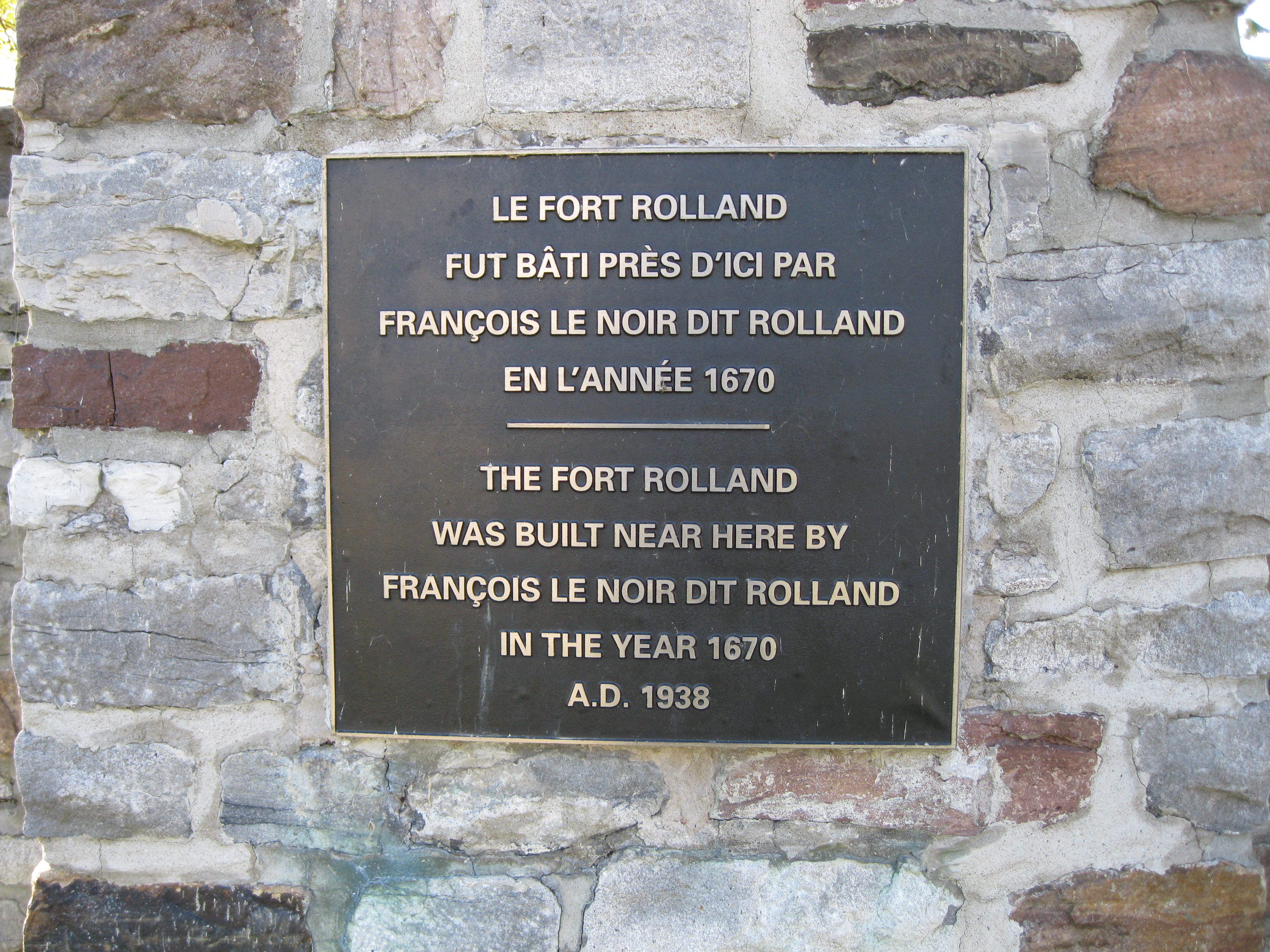
Plaque commémorative sur le monument situé dans le parc Saint-Louis de Lachine.

Le Fort Rolland était un fort situé au bord du fleuve Saint-Laurent à l'ouest de Montréal. Il fut édifié en 1669, par l'officier François Lenoir, à l'emplacement de l'arrondissement actuel de Lachine, au Québec.

## Toponyme
Son nom lui avait été donné en raison du surnom de Rolland que portait son constructeur François Lenoir, surnommé Rolland, qui était le prénom de son père.

## Histoire

### Construction du fort
En 1669, un groupe de colons français s'installent le long du fleuve Saint-Laurent sur le site de la future ville de Lachine. Parmi eux, l'officier du régiment de Carignan demanda aux Sulpiciens de Montréal, dans l’intérêt de son commerce de la fourrure avec les Amérindiens, la concession d’une terre située au-dessus des rapides de Sault-Saint-Louis, à l’emplacement de l'arrondissement actuel de Lachine de Montréal.
Il y établit un poste de traite fortifié avec des pieux. Ce bastion prit alors le nom de fort Rolland avec la présence à l'intérieur d'une petite garnison. Ce fortin devint un lieu lucratif d'échange avec les Amérindiens, les coureurs des bois et les trappeurs.

### Le massacre de Lachine
Le 5 août 1689, lors du massacre de Lachine, perpétré par les Iroquois contre les colons français, le gouverneur de Montréal, Philippe de Rigaud de Vaudreuil intervint avec ses soldats contre l'attaque massive des Iroquois, plus ou moins soulevé par les Anglais. Il coordonnait les troupes militaires entre le fort Rémy et le fort Rolland.
Revenu à Fort Rolland, Vaudreuil demanda des renforts à Jacques-René de Brisay. Il lui envoya un détachement de 80 hommes, commandés par le sieur de Rabeyre. Lorsqu'ils arrivèrent à portée de vue de Fort Rolland, ils tombèrent dans une embuscade des Iroquois, auxquels Ils offrirent une forte résistance. Les officiers du Fort Rolland demandèrent à Vaudreuil la permission de sortir pour attraper les Iroquois entre deux feux. Vaudreuil refusa de désobéir à ses ordres de rester dans le fort.
Du détachement de La Rabeyre, seul un officier et une poignée d'hommes atteignent une zone sûre. La plupart des autres furent capturés et quelques-uns tués, mais la plupart des captifs purent s'échapper par la suite. Les Iroquois se retirent avant la soirée sur la rive sud du lac Saint-Louis. Lorsque la nuit fut tombée, les garnisons stationnées dans les forts Rémy et Rolland pouvaient voir de faibles lueurs de feux sur l'autre rive du lac, et ils savaient que les Iroquois célébraient leur victoire en brûlant vifs certains prisonniers.
Après le massacre de Lachine, les forts entourant la colonie de l'île de Montréal furent renforcés.
En 1705, l'officier Guillaume de Lorimier de La Rivière fut nommé commandant du fort Rolland dans lequel il avait été déjà affecté comme capitaine de la garnison en 1692.